# Импульсно-кодовая модуляция
И́мпульсно-ко́довая модуля́ция (ИКМ, англ. pulse code modulation, PCM) используется для оцифровки аналоговых сигналов. Практически все виды аналоговых данных (видео, аудио (голос, музыка), телеметрия) допускают применение ИКМ.

## Модуляция

Пример 4-битной (16-уровневой) ИКМ. Показано квантование аналогового сигнала и пачки импульсов, кодирующих отсчёты. Передача в канале производится старшими битами вперёд.

При импульсно-кодовой модуляции аналоговый передаваемый сигнал преобразуется в цифровую форму посредством трёх операций: дискретизации по времени, квантования по амплитуде и кодирования.
Для преобразования аналогового сигнала в цифровой используется аналого-цифровой преобразователь (АЦП). АЦП через равные промежутки времени измеряет амплитуду аналогового сигнала — получает мгновенные значения или отсчёты сигнала, затем преобразует отсчёты в двоичные слова.
Мгновенное измеренное значение (отсчёт) аналогового сигнала квантуется по уровням (округляется от ближайшего целого). Число уровней квантования обычно равно или кратно целой степени числа 2, например, 23 = 8, 24 = 16, 25 = 32 и т. д. Номер уровня кодируется двоичными словами длиной 3, 4, 5 и т. д. бит.
Затем выходные слова АЦП в параллельном коде подвергаются кодированию при помощи передачи на регистр сдвига, тактируемый вспомогательным генератором сдвига. На выходе регистра сдвига формируются пачки кодированных импульсов в последовательном коде. Затем пачки импульсов передаются в канал связи.
(Пачка импульсов - периодически повторяющиеся импульсы в течение фиксированного интервала времени. Источник: ГОСТ 29156-91: Совместимость технических средств электромагнитная. Устойчивость к наносекундным импульсным помехам. Технические требования и методы испытаний).
Частота отсчётов сигнала (или скорость оцифровки, частота дискретизации) для исключения потерь информации в соответствии с теоремой Котельникова должна быть не меньше удвоенной максимальной частоты в спектре аналогового сигнала.
Существуют специализированные интегральные микросхемы, предназначенные для ИКМ, совмещающие АЦП, регистр сдвига, тактовые генераторы и другие устройства.

## Демодуляция
На приёмном конце канала связи установлен демодулятор. В демодуляторе пачки импульсов подаются на последовательный вход[прояснить] регистра сдвига. После вдвигания всех битов пачки импульсов в регистр сдвига слово из регистра сдвига в параллельном коде записывается во входной регистр цифро-аналогового преобразователя (ЦАП). ЦАП преобразует кодированные отсчёты переданного аналогового сигнала снова в аналоговый вид. На выходе ЦАП образуется ступенчатый аналоговый сигнал. Сглаживание ступенек производится фильтром нижних частот (ФНЧ), на выходе которого образуется переданный аналоговый сигнал. Частота среза ФНЧ выбирается меньшей или равной удвоенной частоте отсчётов.

## Цифровые коды в ИКМ
Для кодирования отсчётов в ИКМ применяются самые разнообразные двоичные коды, например:
- обычное представление чисел в двоичной системе счисления, причём последовательная передача битов двоичного числа может осуществляться как младшими битами вперёд, так и старшими битами вперёд;
- разнообразные коды с обнаружением и устранением ошибок в канале передачи, например, код Хэмминга, код Рида — Соломона и др. Простейший из них — избыточный код с передачей бита чётности;
- коды, устраняющие постоянную составляющую в кодированном импульсном двухуровневом сигнале, например, самосинхронизирующийся манчестерский код.

## Разновидности ИКМ
- Дифференциальная (или дельта) импульсно-кодовая модуляция (ДИКМ, DPCM) — ИКМ в сочетании с дельта-кодированием, при котором сигнал кодируется в виде разности между текущим и предыдущим измеренными значениями. Для звуковых данных такой метод модуляции уменьшает требуемое количество бит на отсчёт примерно на 25%.
  - Адаптивная ДИКМ (АДИКМ, ADPCM) — разновидность ДИКМ с переменным шагом квантования. Изменение шага позволяет уменьшить требования к полосе пропускания при заданном соотношении сигнала и шума.
- LPCM (Linear pulse code modulation, линейная импульсно-кодовая модуляция)

## Практическое применение
- В цифровой и IP-телефонии ИКМ применяется для преобразования голосового аудиосигнала в цифровой поток, передаваемый со скоростью 64 кбит/с (основной цифровой канал).
- ИКМ применяется для преобразования аналогового аудиосигнала в цифровой с целью сохранения сигнала на цифровых устройствах и носителях (цифровая звукозапись). Список некоторых распространённых форматов файлов, используемых для хранения аудио (музыки, голоса и т. п.): WAV, MP3, WMA, OGG, FLAC, APE.
- ИКМ использовалась ранее в протоколах модемной связи ITU V.90 (только входящий к клиенту сигнал) и V.92 (входящий и исходящий сигнал) для обеспечения максимальной скорости соединения в 56 Кбит/с.